# Muralles de les Coves de Vinromà
Les Muralles de les Coves de Vinromà, són unes muralles localitzades a la localitat de Coves de Vinromà, a la comarca de la Plana Alta. Com tota muralla està catalogada com Bé d'Interès Cultural encara que no presenta anotació ministerial, identificant-se amb el codi 12.05.050-004, tal com consta a la Direcció General de Patrimoni Artístic de la Generalitat Valenciana.
Es tracta d'una muralla urbana, és a dir d'un recinte emmurallat en l'esmentada localitat. Atès que Coves de Vinromà és d'origen musulmà, aquestes muralles són de l'època de dominació  musulmana.

## Història
La localitat de les Coves de Vinromà, té el seu origen en un assentament  musulmà, que va ser conquistat per les tropes de Jaume I el Conqueridor l'any 1233, juntament amb la resta de territoris que formaven part de la batllia del mateix nom. Un cop reconquerida la zona, el rei va cedir a 1235 a Blasco d'Alagó, malgrat que posteriorment va acabar en mans de l'Ordre de Calatrava i després a la del Temple. L'Orde del Temple, pel seu caràcter militar va acabar fortificant moltes dels territoris que li eren cedits o que simplement comprava, per la qual cosa aixecada construccions defensives de diverses característiques. Quan l'Orde de Temple va començar a tenir problemes i va acabar desapareixent, gran part de les seves possessions van passar a l'Orde de Montesa, que va crear en el seu castell una Comanda Major. El poble va rebre diverses cartes de poblament, malgrat això, no es coneixia l'atorgada a 1281. Cal destacar que en 1421 les Corts del Regne d'Aragó es van reunir provisionalment en aquesta localitat.

## Descripció
Malauradament de les muralles tot just quedes restes i els existents estan incorporats a les estructures dels habitatges que sobre elles es van construir.